# 希里娜·布克利
希里娜·布克利（法語：Shirine Boukli，1999年1月24日—），法国女子柔道运动员，2019年世界青年柔道锦标赛女子48公斤级银牌得主、2023年世界柔道锦标赛女子48公斤级银牌得主。

## 外部連結
- 希里娜·布克利在International Judo Federation（英语）
- 希里娜·布克利在JudoInside.com（英语）
- 希里娜·布克利在AllJudo.net（法语）
- 希里娜·布克利在Olympics.com（英语）
- 希里娜·布克利在Olympedia（英语）
- 希里娜·布克利在Team France（法语）
- 希里娜·布克利 at The-Sports.org
- 希里娜·布克利的Instagram帳戶
- 希里娜·布克利在LinkedIn